# Biserici de lemn din Vâlcea

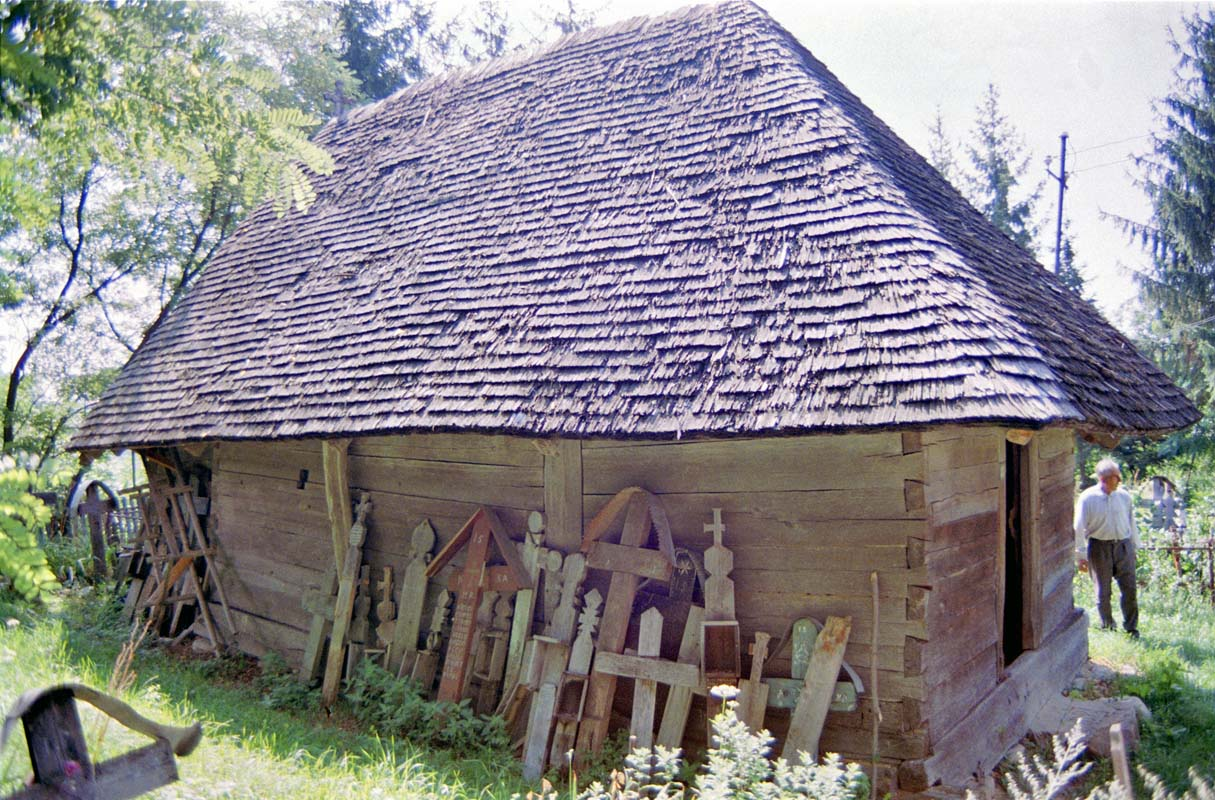
Mariţa, Vâlcea, datată 1556 - 1557, cea mai veche biserică de lemn cunoscută la sud de Carpați (iulie 2002)

Bisericile de lemn din Vâlcea fac parte din grupul de biserici de lemn din Oltenia și din familia de biserici de lemn românești.

## Istoric

#### Secolul 19
Bisericile de lemn ridicate sau refăcute în secolul al 19-lea s-au apropiat din ce în ce mai mult de modelul celor de zid, un număr mare de biserici vechi și noi au fost astfel cercuite, tencuite și zugrăvite atât în interior cât și în exterior.
Spre sfârșitul secolului 19 se remarcă participarea unor arhitecți la ridicarea unor biserici de lemn în satele vâlcene, ca cele de la Șirineasa și Măgureni. Arhitecții au experimentat noi modele arhitectonice, demne de remarcat în arhitectura sacrală de lemn. Acest lucru dovedește o rupere voită de modelul tradițional, perpetuat până atunci prin meșterii dulgheri itineranți de biserici. Tradiția constructivă la bisericile de lemn a stat secole de-a rândul încuiată în tipare rigide, limitate față de nevoile comunităților mai mari din secolele 18 și 19. Dacă aceste soluții constructive ar fi fost introduse mai devreme ar fi schimbat probabil în mare măsură tradiția dulgherilor de biserici din regiune. La sfârșitul secolului 19 arta dulgheriei în arhitectura sacrală era deja în decădere, și, cu toate înoirile aduse în unele locuri, nu s-a mai revitalizat în concurență cu arhitectura de zid. Este semnificativ faptul că atât biserica din Șirineasa cât și cea din Măgureni au fost ridicate în sate de foști clăcași, înpropietăriți prin reforma agrară a lui Alexandru Ioan Cuza de la 1864. Acest fapt oglindește și clarifică odată în plus efortul depus în acele vremuri de aceste comunități de a se ridica și afirma social și cultural.

## Biserici de lemn
- Biserica de lemn din Amărăști 1802, cu hramul "Sf. Nicolae"
- Biserica de lemn din Anghelești-Cărpiniș 1737, cu hramul "Sf. Nicolae"
- Biserica de lemn din Armășești 1809, cu hramul "Adormirea Maicii Domnului"
- Biserica de lemn din Băbeni 1799, cu hramul "Cuvioasa Paraschiva”
- Biserica de lemn din Bădeni, Vâlcea 1844, cu hramul "Sf. Împărați"
- Biserica de lemn din Băiașu 1886, cu hramul "Sf. Dumitru"
- Biserica de lemn din Băile Olănești 1746, cu hramul "Sf. Pantelimon"
- Biserica de lemn din Bălțățeni 1773-74, cu hramul "Sfinții Îngeri"
- Biserica de lemn din Bărbătești-Iernatic 1795, cu hramul "Buna Vestire"
- Biserica de lemn din Bărbătești-Poeni 1790, cu hramul "Sf. Nicolae"
- Biserica de lemn din Berești 1610, cu hramul "Sf. Nicolae"
- Biserica de lemn din Bârlogu 1757, cu hramul "Sf. Dumitru"
- Biserica de lemn din Boroșești, Vâlcea 1822, cu hramul "Sfinții Voievozi"
- Biserica de lemn din Bratovești 1808, cu hramul "Sf. Nicolae"
- Biserica de lemn din Brezoi 1789, cu hramul "Intrarea în Biserică"
- Biserica de lemn din Bodești, Vâlcea 1675, cu hramul "Sfinții Îngeri"
- Biserica de lemn din Bogdănești (Tomșani)
- Biserica de lemn din Bogdănești (Oteșani)
- Biserica de lemn din Budurăști 1756, cu hramul "Cuvioasa Paraschiva"
- Biserica de lemn din Capu Dealului 1799, cu hramul "Cuvioasa Paraschiva"
- Biserica de lemn din Cernelele 1811, cu hramul "Adormirea Maicii Domnului"
- Biserica de lemn din Cetățeaua 1792, cu hramul "Sf. Nicolae"
- Biserica de lemn din Ciocâltei 1898, cu hramul "Cuvioasa Paraschiva"
- Biserica de lemn din Cireșu, Vâlcea 1782, cu hramul "Intrarea în Biserică"
- Biserica de lemn din Ciucheți 1806, cu hramul "Sfinții Voievozi"
- Biserica de lemn din Ciungetu 1861, cu hramul "Sf. Împărați"
- Biserica de lemn din Colțești 1897, cu hramul "Cuvioasa Paraschiva”
- Biserica de lemn din Copăceni (Copăceni) 1775, cu hramul "Cuvioasa Paraschiva"
- Biserica de lemn din Copăceni (Racovița) 1805, cu hramul "Sf. Nicolae"," Sf. Filofteia"
- Biserica de lemn din Cornet 1893, cu hramul "Cuvioasa Paraschiva"
- Biserica de lemn din Costești Grușetu 1801, cu hramul "Adormirea Maicii Domnului"
- Biserica de lemn din Crețeni 1767, cu hramul "Sfinții Voievozi"
- Biserica de lemn din Dămțeni 1847 (refăcută), cu hramul "Cuvioasa Paraschiva”
- Biserica de lemn din Dimulești 1894, cu hramul "Sf. Dumitru"
- Biserica de lemn din Dobrești 1828, cu hramul "Sf. Nicolae"
- Biserica de lemn din Dobrușa 1796, cu hramul "Sf. Nicolae"
- Biserica de lemn din Dumbrăvești 1757, cu hramul "Cuvioasa Paraschiva"
- Biserica de lemn din Geamăna, Drăgoești 1874, cu hramul "Sf. Nicolae"
- Biserica de lemn din Geamăna, Stoilești 1887, cu hramul "Cuvioasa Paraschiva"
- Biserica de lemn din Govora -1804, cu hramul "Sf. Nicolae"
- Biserica de lemn din Groși, Vâlcea 1892, cu hramul "Sf. Nicolae"
- Biserica de lemn din Gușoeni 1550, ref 1915, cu hramul "Intrarea în Biserică"
- Biserica de lemn din Gușoianca 1773, cu hramul "Sf. Nicolae"
- Biserica de lemn din Herăști 1791, cu hramul "Sf. Nicolae"
- Biserica de lemn din Igoiu I 1752, cu hramul "Cuvioasa Paraschiva"
- Biserica de lemn din Igoiu II
- Biserica de lemn din Ionești 1770, cu hramul "Sf. Nicolae"
- Biserica de lemn din Izbășești secolul 18, cu hramul "Adormirea Maicii Domnului"
- Biserica de lemn din Malaia 1807, cu hramul "Sf. Nicolae si Cuvioasa Paraschiva"
- Biserica de lemn din Malu 1799, cu hramul "Adormirea Maicii Domnului"
- Biserica de lemn din Mamu 1891, cu hramul "Sf. Nicolae"
- Biserica de lemn din Marcea 1866, cu hramul "Sfinții Voievozi"
- Biserica de lemn din Marița 1556-57, cu hramul "Cuvioasa Paraschiva"
- Biserica de lemn din Marița-Dealu Mare
- Biserica de lemn din Mateești-Călărășești 1720/1803, cu hramul "Cuvioasa Paraschiva"
- Biserica de lemn din Măgureni 1766/1803, cu hramul "Cuvioasa Paraschiva"
- Biserica de lemn din Măldăreștii de Jos 1801/1888, cu hramul "Sf. Dumitru"
- Biserica de lemn din Mănăilești-Moșteni 1776, cu hramul "Sf. Nicolae"
- Biserica de lemn din  Mănăstirea Dintr-un lemn secolul 17
- Biserica de lemn din Mângureni 1888, cu hramul "Adormirea Maicii Domnului"
- Biserica de lemn din Miloștea 1906, cu hramul "Cuvioasa Paraschiva"
- Biserica de lemn din Mitrofani I 1704, cu hramul "Sfinții Voievozi"
- Biserica de lemn din Mitrofani-Schit 1813, cu hramul "Sfinții Voievozi", "La Nuc"
- Biserica de lemn din Mlăceni 1840, cu hramul "Sf. Gheorghe"
- Biserica de lemn din Modoia 1712, ref 1896, cu hramul "Sfinții Arhangheli"
- Biserica de lemn din Moșteni 1776, cu hramul "Sf. Nicolae"
- Biserica de lemn din Mrenești 1771 cu hramul "Intrarea în Biserică", mutată în Bujoreni?
- Biserica de lemn din Nemoiu 1832, cu hramul "Sf. Nicolae"
- Biserica de lemn din Nețești 1799, cu hramul "Adormirea Maicii Domnului"
- Biserica de lemn din Obislavu 1763, cu hramul "Adormirea Maicii Domnului"
- Biserica de lemn din Obogeni 1830, cu hramul "Intrarea în Biserică"
- Biserica de lemn din Olteanca-Sânculești 1782, cu hramul "Cuvioasa Paraschiva"
- Biserica de lemn din Olteanca-Chituci 1847, cu hramul "Sf. Nicolae"
- Biserica de lemn din Opătești 1767, cu hramul "Cuvioasa Paraschiva"
- Biserica de lemn din Palanga 1847, cu hramul "Intrarea în Biserică"
- Biserica de lemn din Părăușani 1807, cu hramul "Sf. Nicolae"
- Biserica de lemn din Păsărei 1819, cu hramul "Sf. Dimitrie”
- Biserica de lemn din Perișani 1797-99, cu hramul "Cuvioasa Paraschiva"
- Biserica de lemn din Pietrari 1865, cu hramul "Sfinții Voievozi"
- Biserica de lemn din Pietrarii de Sus
- Biserica de lemn din Pietreni-Grămești 1664, cu hramul "Adormirea Maicii Domnului"
- Biserica de lemn din Pietroasa, Vâlcea 1536-37, cu hramul "Adormirea Maicii Domnului"
- Biserica de lemn din Popești-Cacova 1782, cu hramul "Sfinții Voievozi"
- Biserica de lemn din Prundeni-Tătăroaia secolul 18, cu hramul "Sfinții Voievozi" (capelă de cimitir)
- Biserica de lemn din Racu 1808-1813, cu hramul "Sfinții Voievozi"
- Biserica de lemn din Râureni 1746, cu hramul "Sf. Nicolae"
- Biserica de lemn din Roșioara 1819, cu hramul "Sf. Dimitrie"
- Biserica de lemn din Rugetu-Florești
- Biserica de lemn din Rugetu-Măgurele cu "Sfinții Voievozi"
- Biserica de lemn din Rugetu-Valea Babei
- Biserica de lemn din Seciu 1900, cu hramul "Sfinții Voievozi"
- Biserica de lemn din Sinești 1746, cu hramul "Cuvioasa Paraschiva"
- Biserica de lemn din Slătioara-Mănășești-Cociobi sec 18, cu hramul "Buna Vestire","Cuvioasa Paraschiva"
- Biserica de lemn din Stănești (Stănești) 1894-96, cu hramul "Cuvioasa Paraschiva"
- Biserica de lemn din Stănești (Stoilești) secol 18, cu hramul "Sfinții Voievozi"
- Biserica de lemn din Stănești-Lunca 1833, cu hramul "Sf. Treime"
- Biserica de lemn din Stoilești 1752, cu hramul "Sf. Nicolae"
- Biserica de lemn din Suiești 1746, cu hramul "Cuvioasa Paraschiva"
- Biserica de lemn din Susani I 1779, cu hramul "Sf. Împărați"
- Biserica de lemn din Susani II 1802, cu hramul "Sf. Dumitru"
- Biserica de lemn din Sutești 1780, cu hramul "Adormirea Maicii Domnului"
- Biserica de lemn din Ștefănești, Vâlcea 1818, cu hramul "Sfinții Voievozi"
- Biserica de lemn din Ursoaia 1800, cu hramul "Sf. Nicolae"
- Biserica de lemn din Urși, Vâlcea 1757, cu hramul "Buna Vestire","Sf. Voievozi"
- Biserica de lemn din Urși-Ghiobești 1824, cu hramul "Adormirea Maicii Domnului”
- Biserica de lemn din Valea Bălcească secol 18, cu hramul "Adormirea Maicii Domnului”
- Biserica de lemn din Valea Grădiștei 1816, cu hramul "Sfinții Voievozi"
- Biserica de lemn din Valea Mare, Vâlcea 1863, cu hramul "Sf. Nicolae"
- Biserica de lemn din Valea Scheiului 1767, cu hramul "Înălțarea Domnului"
- Biserica de lemn din Valea Văleni 1814, cu hramul "Cuvioasa Paraschiva"
- Biserica de lemn din Viișoara, Vâlcea 1806, cu hramul "Sfinții Voievozi"
- Biserica de lemn din Zătreni secol 18, cu hramul "Sf. Ioan Botezătorul"
- Biserica de lemn din Zgubea secol 18, cu hramul "Sf. Nicolae"